# 小行星84719
小行星84719（2002 VR128）是一顆外海王星天體，於2002年被米高·布朗和乍德·特魯希略發現，被歸類為冥族小天體。

## 外部連結
- VR128 NASA噴射推進實驗室的軌道模擬 Archive.today的存檔，存档日期2012-12-12
- IAU小行星中心的詳細軌道